# Којт Томе
Којт Томе (ест. Koit Toome; Талин, 3. јануар 1979) је естонски певач. Представљаће Естонију на Песми Евровизије 2017.

## Приватни живот
Којт потиче из угледне породице- његов деда је био последњи премијер Естонске Совјетске Социјалистичке Републике од 1988. до 1990. Којтов брат је познати ди-џеј.
Године 2008, оженио се манекеном Кајом Тријсом, са којом има ћерку Ребеку, а у 2017. очекују друго дете.

## Каријера
Професионалну музичку каријеру започиње 1994, као члан поп дуа Code One, популарном у Естонији крајем 90-их. Након распада групе 1998, Којт је представљао Естонију на Песми Евровизије у Бирмингему, где је завршио 12, освојивши 36 поена. Исте године издао је свој деби албум , а већину песама са албума је написао самостално. До сада је издао 5 албума (као самостални уметник и члан групе Code One).
Године 2007, победио је у естонској верзији Плеса са звездама. Први студијски албум, под називом Kaugele siit (Далеко одавде), издао је 2010. Поред певања, Којт се бави и глумом, а позајмљивао је глас Муњи Меквину у Дизнијевом анимираном филму Аутомобили.
Године 2017, са Лауром Полдвере, учествовао је на националној селекцији за представника Естоније на Песми Евровизије у Кијеву, где су победили, представивши се песмом под називом Verona.